# Hôtel de ville de Villeurbanne
L'Hôtel de ville de Villeurbanne, communément désigné sous le nom de mairie de Villeurbanne, est un édifice de la ville de Villeurbanne, en France, construit entre 1931 et 1934.

## Description
Le bâtiment est construit en béton armé. Il s'élève sur trois étages, et est surmonté d'un beffroi carré de 65 m de hauteur. Sa façade est ornée de 50 colonnes cannelées. Son style académique et son architecture stricte et symétrique s'inscrivent dans le courant architectural moderne des années 1930, en incluant des éléments inspirés du style néoclassique.

## Localisation
Il est situé au 28 de la rue Aristide-Briand, il fait face à l'avenue Henri-Barbusse au nord, à la place Lazare-Goujon et au Théâtre national populaire au sud, et est encadré par la rue Michel-Servet à l'ouest et la rue Paul-Verlaine à l'est.

## Protection
Les façades et les toitures, l'escalier principal, les halls et couloirs des premier et deuxième étages, la salle des Mariages et la cheminée de la salle des Commissions font l’objet d’une inscription au titre des monuments historiques depuis le 29 avril 1991.

## Galerie

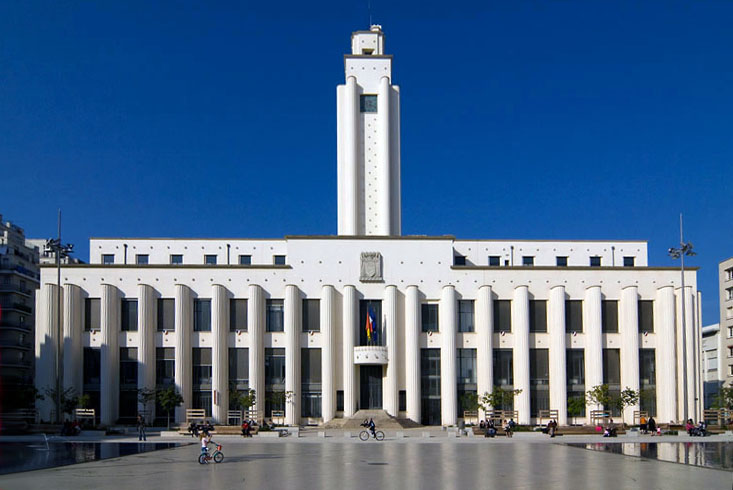
Façade sud vue de la place Lazare-Goujon